# Тиницький парк
Тини́цький парк — парк-пам'ятка садово-паркового мистецтва місцевого значення в Україні. Розташований на території села Тиниця Бахмацького району Чернігівської області. 
Площа 20 га. Статус присвоєно згідно з рішенням Чернігівського облвиконкому від 06.04.1971 року № 168; рішенням Чернігівського облавиконкому від 10.06.1972 року № 303; рішенням Чернігівського облвиконкому від 27.12.1984 року № 454; рішенням Чернігівського облвиконкому від 28.08.1989 року № 164. Перебуває у віданні: Тиницьке ПТУ. 
Центр композиції парку — будинок Кочубеів. Перед його головним фасадом — регулярна частина парку квадратної форми. Алеї поділяють її на 16 малих квадратів. По діагоналі — дві взаємопересічені алеї. За будинком — пейзажна частина парку, на території якої є ставки. Деревостан — дуб, липа, клен гостролистий, каштан кінський, ялина, кедр європейський, горіх чорний.

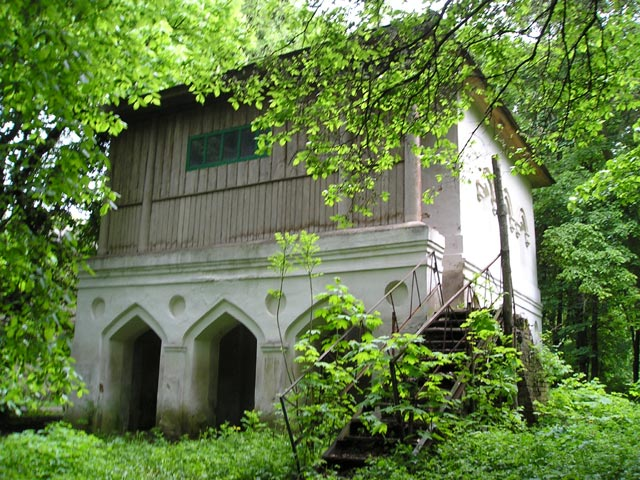
Скарбниця Кочубея

Парк включає в себе: паркому зону площею 14,7 га, ставок розміром 3,7 га, сад — 2,6 га, а також архітектурні пам'ятки — будинок та скарбницю Кочубеїв. 
Старий регулярний парк існує з початку ХІХ століття. У ньому в загальних рисах збереглася досить складна система планування, яка включає в себе кілька паркових площ з алеями, обрамлених віковічними деревами. Їхні породи старанно підібрані. Цікава архітектурна структура парку: чотири мальовничі алеї — ялинова, кленова, каштанова, липова — розходяться як радіальні промені в різні боки від центру. Парк має багатий видовий склад насаджень. Серед багатовікових дубів, лип, кленів, ясенів і каштанів тут збереглися і унікальні для Чернігівщини дерева: дві кедрові сосни, столітній горіх і, мабуть, ще древніша верба. Окрасою парку є стотридцятилітні дуби, а також модрина європейська. Парк славиться кедровими соснами (європейськими). Ще в парку ростуть ясени, біла береза, сріблясті ялини, ліщина та інші дерева. 
До революції 1917 року парк був обгороджений дубовим частоколом і добре охоронявся. По його алеях ходили лише господарі, їхні гості, а з села — учителі та служителі церкви. Останнім господарем садиби була сім'я графині М. Ф. Кочубей.